# 285937 Anthonytaylor
285937 Anthonytaylor è un asteroide della fascia principale. Scoperto nel 2001, presenta un'orbita caratterizzata da un semiasse maggiore pari a 2,8560970 au e da un'eccentricità di 0,0738796, inclinata di 1,58475° rispetto all'eclittica.